# 除草剤の一覧
除草剤の一覧（じょそうざいのいちらん）。
最新情報は、独立行政法人農林水産消費安全技術センター（FAMIC）ウェブサイト内の「登録農薬概要(除草剤他)」を参照。
凡例：
- 有効成分（一般名または農薬登録における種類名で記載）

代表的な商品名

## フェノキシ系
- トリクロピル（triclopyr）

ザイトロン、しつこい雑草退治
- MCP

MCPソーダ塩
- MCPA

ブラスコンM液剤（イソプロピルアミン塩液剤）、石原グラスジンMナトリウム液剤（ベンタゾシンとの合剤、ナトリウム塩）
- MCPP

MCPP、シバニード、シバキープAL、シバキープエース
- 2,4-ジクロロフェノキシ酢酸（2,4-PA）

2,4-D、ロングヒッターA粒剤（フルアジポップP、DCMUとの合剤）、トリメックF液剤（MCPP、MDBAとの合剤）

## ビピリジニウム系
- パラコート(paraquat)

グラモキソン（gramoxone）
パラゼット（parazet）
- ジクワット（diquat）

レグロックス（reglox）
- パラコート(paraquat)とジクワット（diquat）の両剤を含有するもの

プリグロックスL

## 尿素系
- DCMU（diuron）

カーメックスD、ジウロン、ダイロン
- イソウロン（isouron）

イソキシール、ハイキック
- リニュロン

ロロックス
- カルブチレート

オールキラー、バックアップ

## スルホニル尿素系
- ベンスルフロンメチル

ウルフ、ウルフエース、ザーク（他剤も含有）
- イマゾスルフロン

## 脂肪酸系
- DPA

クサノンV（他剤も含有）、クサノンMP（他剤も含有）
- テトラピオン（tetrapion）

フレノック
- ペラルゴン酸（pelargonic acid）

おうちの草コロリ（農薬としては使われたことがない）
- ペラルゴン酸カリウム塩

ラウンドアップマックスロードALII（グリホサートカリウム塩との合剤）

## 酸アミド系
- DCPAまたはプロパニル

スタム
- アシュラム

アージラン液剤
- アセトクロール

## 無機系
- 塩素酸塩（sodium chlorate）

クサトールFP、クロレートSL、デゾレートAZ
- シアン酸塩

シアノン、シアンサンソーダ
- 石灰窒素(calcium cyanamid)

石灰窒素
- スルファミン酸塩

イクリン、リンチプレート
- 塩化ナトリウム

おうちの草コロリ 除草&予防粒（農薬としては使われたことがない）

## トリアジン系
- CATまたはシマジン

シマジン
- シアナジン（cyanazine）

草退治粒剤（他剤も含有）、シバキープⅡ粒剤（他剤も含有）
- アトラジン

ゲザプリム
- プロメトリン[2]

ゲザガード50、サターンバアロ乳剤／粒剤（ベンチオカーブとの合剤）、コダール水和剤（メトクロラール水和剤との合剤）、ピンサイド乳剤（IPCとの合剤）
- トリアジフラム

シバキーププラスα（他剤も含有）
- ヘキサジノン（Hexazinone）

## トリアゾール系
- フルポキサム

コンクルード

## ニトリル系
- DCBN

ベンポール、シバキープ

## ウラシル系
- ブロマシル

ハイバーX、ネコソギトップ、こっぱみじん、こっぱS、ウィードコロン、ボロシル、快速除草

## カーバメート系
- ベンチオカーブ

サターン
- オキサジアゾン（oxadiazon）

デルカット

## アニリン系
- メトリブジン

センコル
- ペンディメタリン

ゴーゴーサン、ウェイアップ

## 生物由来の除草剤
- ザントモナス・キャンペストリ（Xanthomonas campestris pv.poae）

キャンペリコ

## 有機リン系
- アミプロホスメチル

トクノールM
- ブタミホス

クレマートU

## アミノ酸系
- グリホサート（glyphosate）イソプロピルアミン塩液剤

ラウンドアップ
グリホエキス液剤、サンフーロン液剤、エイトアップ液剤、ランドマスター、グリホス、ラムロード、クラブロー、フリーパス、クサクリーン液剤、ターンアウト液剤、草ノコラーズ、マルガリーダ、ネコソギAL、フリーパス除草スプレー、クサトローゼ除草スプレー、マスターズME（カルフェントラゾンエチルとの合剤）、クサピカフロアブル、ハイ－フウノン液剤、ピラサート液剤、コンパカレール液剤、ハーブ・ニート液剤、モンサンラウンドアップ、クサトローゼ、グリホキング、キャピタルグリホサート41%、草退治シャワー、シンノングリスター、マイター液剤、リプロ液剤（イマザピルとの合剤）、グリホキングシャワー、カルナクス、クサブローシャワー、草枯らしMIC、ホクサンクサトリキング、クサトリーナ、クサフージシャワー、クサストッパー、ネコソギAL1.0、ハイーフウノンそのまま除草、コンパカレール1.0、ハーブ・ニート1.0、クサクリア、ネコソギプロ液剤、東日本大震災により津波被害を受けた農地専用草枯らしMIC、ネコソギガーデンシャワー、クサ枯レッタシャワー、こっぱみじんシャワー
- グリホサートイソプロピルアミン塩・2,4-PAイソプロピルアミン塩液剤

ビマスターJ、石原ビマスターJ、クサトロー、ビマスターシャワー、クサトリシャワー
- グリホサートイソプロピルアミン塩・ブロマシル・メコプロップPカリウム塩液剤

カマイラズ、アースカマイラズ、ネコソギロングシャワー
- イソウロン・グリホサートイソプロピルアミン塩・メコプロップPイソプロピルアミン塩水和剤

シャルウィードPro顆粒水和剤、マックスター顆粒水和剤
- グリホサートイソプロピルアミン塩・フルミオキサジン粉粒剤

グラスジャック微粒剤、ネコソギWクイック
- グリホサートイソプロピルアミン塩・ピラルフェンエチル水和剤

サンダーボルト007、キングスター、クサキングエースフロアブル、ネコソギクイックプロFL、サンダーボルト007AL、ネコソギクイックプロシャワー
- グリホサートイソプロピルアミン塩・MCPAイソプロピルアミン塩液剤

日産サブゾーン、ラピッド液剤、ダブルインパクト、草退治シャワーワイド、カラソーゼ
- グリホサートイソプロピルアミン塩・ブロマシル液剤

パワーボンバー、草退治シャワーロング
- グリホサートアンモニウム塩水溶剤

ラウンドアップドライ
- グリホサートアンモニウム塩液剤

ブロンコ、ラウンドアップハイロード、モンサンラウンドアップハイロード
- グリホサートカリウム塩液剤

タッチダウンiQ、ラウンドアップKロード、ラウンドアップマックスロード、ザッソージエース、ラウンドアップマックスロードAL、東日本大震災により津波被害を受けた農地専用ラウンドアップマックスロード、東日本大震災により津波被害を受けた農地専用タッチダウンiQ
- グリホサートカリウム塩・MDBAカリウム塩液剤

ダブルクラッチ液剤、除草王シャワーS
- グリホサートカリウム塩・フルポキサム液剤

ラウンドアップマックスロードALIII
- グリホサートカリウム塩・ペラルゴン酸カリウム塩液剤

ラウンドアップマックスロードALII
- グリホサートナトリウム塩・テトラピオン液剤

フレピオン液剤
- グルホシネート

バスタ、ハヤブサ
- グルホシネートP

ザクサ
- ビアラホス（Bialaphos）

ハービー、ゼニゴケダウンAL、クサキールAL
アミノ酸系であるが微生物（Streptomyces hygroscopicus SF-1293など）由来

## その他
- d-リモネン（d-limonene）

オレンジパワー
- ピラフルフェンエチル

エコパート
- イマザピル

ケイピンエース
- フルミオキサジン（Flumioxazin）

フルミオ
- 食酢

お酢の除草液、おうちの草コロリ菜園・花だん用